# Karolina Bielawska
Karolina Bielawska (Łódź, 11 de abril de 1999) é uma modelo e rainha da beleza da Polônia que venceu o concurso Miss Mundo 2021.
Ela é a segunda mulher de seu país a vencer esta competição, tendo sido precedida por Aneta Beata Kreglicka em 1989.

## Biografia
Bielawska nasceu em 11 de abril de 1999 em Łódź, tem um diploma de bacharel em Administração e faz mestrado em Gestão.
De acordo com o portal do Miss Mundo, tem como hobbies nadar, mergulhar, jogar tênis e badminton e no futuro pretende ser palestrante motivacional.
Segundo o portal UOL, ela já esteve no Brasil, no Carnaval de 2020.

## Participação em concursos de beleza

### Miss Polônia 2019
Em 24 de novembro de 2019 ela representou Łódź no Miss Polonia 2019 e competiu contra 19 outras candidatas no Hotel Narvil Conference and Spa em Serock, quando levou o título de Miss Mundo Polônia 2021.

### Miss Mundo 2021
Em 16 de março de 2022 ela superou outras 39 outras concorrentes, classificadas previamente para a semifinal, no Coca-Cola Music Hall em San Juan, Porto Rico, e foi coroada Miss Mundo 2021. “Quando ouvi meu nome fiquei chocada, ainda não consigo acreditar. Tenho a honra de usar a coroa de Miss Mundo e mal posso esperar para começar a trabalhar. Vou me lembrar desse capítulo incrível em Porto Rico pelo resto da minha vida", disse após ser eleita.

#### Projeto social
Um de seus grandes destaques no concurso foi o projeto “Zupa Na Pietrynie”, através do qual ela faz um trabalho com moradores de rua, já que todos os domingos ajuda a produzir mais de 300 refeições que são entregues nas ruas de Lodz. Segundo o GShow, através do projeto de Karolina o governo também vacinou mais de 400 pessoas e construiu o primeiro banheiro social para pessoas sem-teto na cidade.
"O projeto de Karolina  oferece ajuda constante a moradores de rua em crise, além de conscientizar sobre esse problema, e luta contra a exclusão social", enfatiza o portal do Miss Mundo.

#### Guerra na Ucrânia
Num concurso que enfatizou o conflito entre a Rússia e a Ucrânia, uma vez que Putin havia ordenado uma invasão cerca de duas semanas antes, alguns consideram que o fato da Polônia ter aberto suas fronteiras para receber milhares de refugiados de guerra pode ter sido uma ponto decisivo para sua vitória. "Ajudar na missão humanitária que realiza seu país na atualidade com os refugiados é uma de suas prioridades", reportou o jornal El Nuevo Día de Porto Rico. A própria falou logo depois de eleita que ajudar os refugiados que chegam a seu pais seria um objetivo. "É muito difícil entender o que eles estão passando e quero o melhor para eles”, disse.